# SV Willmandingen
Der SV Willmandingen ist ein Schießsportverein aus Sonnenbühl in Baden-Württemberg. Der 1961 gegründete Verein ist mit einer Mannschaft in der 2. Bundesliga Luftpistole vertreten, die 1. Sportpistolenmannschaft seit 1998 in der Württembergischen Landesliga. Weitere Pistolen-Mannschaften sind in der Landesliga und in der Bezirksoberliga aktiv. Die große Jugendabteilung mit zahlreichen aktiven Jungschützen nimmt regelmäßig an Sportveranstaltungen, Rundenwettkämpfen und Meisterschaften teil.

## Geschichte
Der 1961 gegründete Verein gehörte anfangs dem Schwäbischen Sportschützenbund an und trat nach dessen Auflösung dem Deutschen Schützenbund bei, wo er seitdem wettkampfmäßig im Schützenkreis Echaz-Neckar aktiv ist. Er ist Mitglied im Württembergischen Schützenverband (WSV) – Bezirk Neckar.
Aktuell zählt der SV Willmandingen knapp 180 Mitglieder und ist damit der fünftgrößte Verein im Schützenkreis Echaz-Neckar. 1. Vorsitzender war seit 1999 Frank-Peter Bahnmüller, im Jahr 2023 hat er sein Amt an Alexander Binder übergeben.

## Bekannte Schützen
- Kevin Venta (* 1991), 2. Platz Luftpistole 10 m bei den Mittelmeerspielen 2018[4][5]